# Phacelia campanularia
Espèce
Phacelia campanularia est une espèce de plantes à fleurs de la famille des Hydrophyllaceae. C'est une plante herbacée qui ne vit à l'état natif que dans une zone restreinte, au sud de la Californie, aux États-Unis. Elle est utilisée assez largement comme plante ornementale dans les zones arides.

## Description morphologique

### Appareil végétatif
Cette plante herbacée annuelle de 20 à 75 cm de hauteur et au port dressé est couverte de poils glanduleux courts. Les feuilles, ovales ou arrondies, de couleur vert sombre, ont une bordure légèrement lobée, garnie de dents et souvent soulignée de rouge ou de violacé. Les dimensions des feuilles et de leur pétiole varie selon les sous-espèces, respectivement entre 2 et 10 cm et entre 1 et 20 cm,. Tiges et pétioles sont de couleur rougeâtre.

### Appareil reproducteur

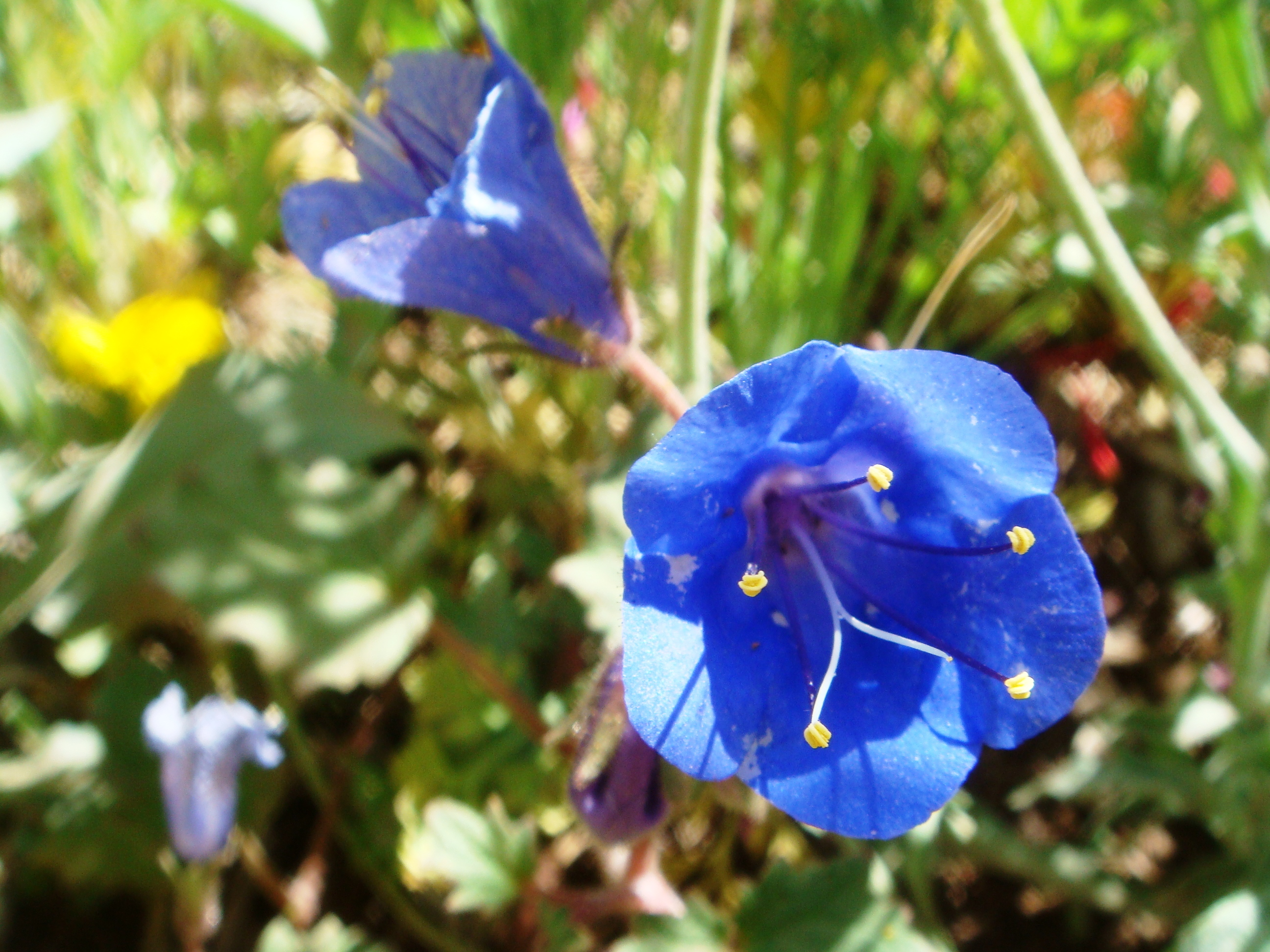
détail d'une fleur de Phacelia campanularia subsp. campanularia

La floraison survient entre février et avril. Cette espèce possède n=11 chromosomes.
L'inflorescence est une cyme, ressemblant à une grappe lâche de fleurs bleues. Chaque fleur mesure 1,5 à 4 cm de long et est porté par un pédicelle long de 7 à 20 mm,. Le calice est constitué de 5 sépales partiellement soudés, de forme oblongue, couverts de poils courts glanduleux, de 6 à 8 mm de longueur, qui restent en place lors de la formation du fruit (marcescence) et même croissent légèrement pour atteindre entre 9 et 11 mm. Les pétales d'un bleu soutenu sont soudés en un tube étroit dont l'extrémité s'élargit en cloche ou en entonnoir et s'achève en 5 lobes arrondis. Les 5 étamines ont des filets sans poils, bleu-violacé, et portent des anthères jaunes ; elles mesurent entre 2 et 4,5 cm de long. Le style fait les mêmes dimensions ; il porte des poils courts et se divise en deux parties, sur une longueur variable selon les sous-espèces.
Le fruit est une capsule à déhiscence loculicide qui se sépare en deux valves. Longue de 8 à 15 mm, de forme ovoïde, elle porte un bec et des poils courts glanduleux. Les graines sont nombreuses (entre 40 et 80 par capsule) et très petites (de 1 à 1,5 mm de diamètre).

### Espèce proche
Phacelia minor, que l'on trouve dans la même zone, a une corolle plus violette, avec une tache de couleur crème sur chaque lobe, une ouverture de corolle plus resserrée et des poils à la base des filets des étamines.

## Répartition et habitat
Phacelia campanularia vit dans les zones désertiques, sur sol sablonneux ou caillouteux, sec, bien drainé, et de pH à peu près neutre, au sud de la Californie (États-Unis). Elle vit généralement en association avec Larrea tridentata, à une altitude qui n'excède pas 1 600 m.
Bien qu'endémique d'une zone restreinte de la Californie, cette espèce (notamment la sous-espèce campanularia) a été introduite dans d'autres régions, comme plante ornementale rustique et très peu exigeante en eau. Elle s'est implantée dans l'Arizona et dans l'état de New York, aux États-Unis, mais aussi au Canada (état d'Alberta, Manitoba, Territoires du Nord-Ouest).

## Systématique

### Taxonomie
Cette espèce a été décrite pour la première fois par le botaniste américain Asa Gray en 1878 dans "Synoptical Flora of North America". En 1925, Willis Linn Jepson proposa de reléguer l'espèce au rang de sous-espèce sous le nom Phacelia minor var. campanularia, mais cette proposition n'est généralement pas reconnue.

### Sous-espèces
Cette plante a deux sous-espèces:
- Phacelia campanularia ssp. campanularia A.Gray 1878 : ses feuilles mesurent entre 2 et 7 cm, précédées par un pétiole long de 1 à 10 cm. La fleur mesure de 1,5 à 3 cm, se termine généralement en forme de cloche et a un style qui se divise à 1/3 ou 1/2 de sa longueur[2];
- Phacelia campanularia ssp. vasiformis G.W. Gillett 1955 : cette sous-espèce a des feuilles et des fleurs plus grandes. Ses feuilles mesurent entre 3 et 10 cm, précédées par un pétiole de 5 à 20 cm, et ses fleurs mesurent entre 2,5 et 4 cm. Elles sont plutôt en forme d'entonnoir et ont un style qui se divise à 1/4 ou 1/2 de sa longueur[3].

## Phacelia campanulariaet l'homme
Les poils présents sur les feuilles et les tiges peuvent provoquer chez certaines personnes une dermatose de contact bénigne. Des graines de Phacelia campanularia sont souvent présentes dans les mélanges de graines vendus aux États-Unis sous l'appellation desert wildflower seed mix (mélange de graines de fleurs sauvages du désert). Certains individus échappés des jardins se sont naturalisés, parfois loin de leur état d'origine (voir Répartition et habitat).